# Volksbank Dessau-Anhalt
Die Volksbank Dessau-Anhalt eG ist eine deutsche Genossenschaftsbank mit Sitz in der sachsen-anhaltischen kreisfreien Stadt Dessau-Roßlau.

## Geschichte
Die Gründung der heutigen Volksbank Dessau-Anhalt eG erfolgte am 20. März 1890 als Dessauer Spar- und Leihbank in Form einer Genossenschaft mit beschränkter Haftung in Dessau. Um die Zugehörigkeit zum Handwerk und zum Mittelstand deutlicher werden zu lassen, erfolgte 1941 die Änderung des Namens in Volksbank Dessau eGmbH. Durch die folgenden Kriegseinwirkungen wurden sämtliche bankeigenen Grundstücke zerstört. 1946 wurde die Bank dann als Bank für Handwerk und Gewerbe Dessau eGmbH wiedereröffnet.
im Jahr 1965 kam es zur Verschmelzung mit der Genossenschaftsbank Aken eGmbH mit dem Sitz in Aken (Elbe). Im Jahr 1969 erfolgte die Umfirmierung zur Genossenschaftsbank für Handwerk und Gewerbe Dessau eGmbH. Nach einer weiteren Verschmelzung der Genossenschaftsbank für Handwerk und Gewerbe Roßlau eGmbH mit dem Sitz in Roßlau (Elbe) und der Genossenschaftsbank für Handwerk und Gewerbe Dessau eGmbH erfolgte eine Umbenennung in Genossenschaftskasse für Handwerk und Gewerbe der Deutschen Demokratischen Republik Dessau.
Nach Wegfall der innerdeutschen Grenzen, Umstrukturierung des Bankensystems der DDR und Einführung der freien Marktwirtschaft wird seit dem 1. April 1990 unter dem heutigen Namen Volksbank Dessau-Anhalt eG firmiert. Es folgten 1992 eine Verschmelzung mit der Raiffeisenbank Radis eG mit dem Sitz in Radis sowie der Raiffeisenbank Coswig/Anhalt eG mit dem Sitz in Coswig (Anhalt) und im Jahr 1997 die Verschmelzung mit der Volksbank Zerbst eG mit dem Sitz in Zerbst/Anhalt.

## Rechtsverhältnisse
Die Volksbank Dessau-Anhalt eG ist im Genossenschaftsregister beim Amtsgericht Stendal unter GnR 1050 eingetragen.

## Organisationsstruktur
Rechtsgrundlagen sind das Genossenschaftsgesetz und die durch die Generalversammlung beschlossene Satzung. Organe der Bank sind der Vorstand, der Aufsichtsrat und die Generalversammlung.

## Sicherungseinrichtung
Die Volksbank Dessau-Anhalt eG ist der amtlich anerkannten Sicherungseinrichtung des Bundesverbandes der Deutschen Volksbanken und Raiffeisenbanken GmbH und der zusätzlichen freiwilligen Sicherungseinrichtung des Bundesverbandes der Deutschen Volksbanken und Raiffeisenbanken e.V. angeschlossen.

## Geschäftsausrichtung
Die Volksbank Dessau-Anhalt eG betreibt das Universalbankgeschäft. Als Mitglied der genossenschaftlichen FinanzGruppe verfügt sie über ein  Leistungsspektrum für Privat- und Firmenkunden. Im Verbundgeschäft arbeitet sie mit der DZ Bank, R+V Versicherung, Bausparkasse Schwäbisch Hall, Teambank, VR Smart Finanz, DZ Hyp und der Union Investment zusammen.

## Geschäftsgebiet
Das Geschäftsgebiet liegt in Dessau-Roßlau, im Norden des Landkreises Anhalt-Bitterfeld, im Westen und Süden des Landkreises Wittenberg sowie im Südosten des Landkreises Jerichower Land.
An diesen Orten betreibt die Bank Filialen:
- Dessau-Roßlau (Hauptstelle, jur. Sitz)
- Aken (Elbe) (Geschäftsstelle)
- Coswig (Anhalt) (Geschäftsstelle)
- Gräfenhainichen (Geschäftsstelle)
- Oranienbaum (Geschäftsstelle)
- Roßlau (Elbe) (Geschäftsstelle)
- Zerbst/Anhalt (Geschäftsstelle)
- Cobbelsdorf (SB-Geschäftsstelle)
- Loburg (SB-Geschäftsstelle)